# جون إدغار براونينج
جون إدغار براونينج (بالإنجليزية: John Edgar Browning)‏ هو كاتب أمريكي، ولد في 14 أكتوبر 1980 في ناشفيل في الولايات المتحدة.

## وصلات خارجية
- جون إدغار براونينج على موقع IMDb (الإنجليزية)